# Watertoren (Sint Philipsland)
De watertoren in Sint Philipsland, in de Nederlandse provincie Zeeland, is ontworpen door architect Hendrik Sangster en is gebouwd in 1925. De watertoren heeft een hoogte van 27,7 meter en een waterreservoir van 125 m³.